# Huschke Mau
Huschke Mau ist eine unter Pseudonym auftretende deutsche Aktivistin gegen Prostitution, Autorin und ehemalige Prostituierte. Sie gründete den Verein Sisters mit sowie ein Netzwerk, das Frauen beim Ausstieg aus der Prostitution unterstützt. Sie setzt sich für ein Sexkaufverbot nach Nordischem Modell ein.

## Leben
Huschke Mau wuchs laut eigener Aussage in einer von der Gewalt und sexuellen Übergriffen des Stiefvaters geprägten Familie auf, der nach ihrer Aussage IM des Ministeriums für Staatssicherheit war. Im Alter von 17 Jahren sei sie von zu Hause weggelaufen und habe in einem Mädchenwohnheim gelebt. Nach einem Psychiatrieaufenthalt sei sie mittellos und wohnungslos gewesen und habe begonnen, als Prostituierte zu arbeiten. Ihr erster Zuhälter sei ein Polizist beim Bundesgrenzschutz gewesen, der ihre psychische und materielle Notlage ausnutzte. Huschke Mau war über einen Zeitraum von zehn Jahren immer wieder als Prostituierte in Wohnungsbordellen und selbstständig tätig. Sie habe während dieser Zeit ein Drogen- und Alkoholproblem entwickelt und sei psychisch schwer erkrankt, berichtete sie. Der Ausstieg habe mehrere Jahre gedauert, auch nach der Aufnahme eines Studiums und neben Teilzeitjobs außerhalb der Prostitution habe sie sich noch prostituiert.
Huschke Mau hat nach eigenen Angaben ein geisteswissenschaftliches Studium absolviert und schreibt ihre Doktorarbeit an einer Universität in Ostdeutschland (Stand: 2022). 2014 begann sie, sich als Aktivistin zu engagieren, und schrieb den offenen Brief „Ich habe die Schnauze voll von euch Prostitutionsbefürworterinnen“, den unter anderem das feministische Magazin Emma veröffentlichte. Sie ist seither als Autorin der Emma tätig.
Sie veröffentlichte 2022 eine Monografie mit dem Titel Entmenschlicht. Warum wir Prostitution abschaffen müssen, in der sie Autobiografisches mit Fakten, Statistiken und Analysen zur Prostitution verbindet. Rolf Löchel rezensierte das Buch in Literaturkritik.de. Sie dürfte als „bekannteste Prostitutionsüberlebende Deutschlands“ gelten und habe diese Prominenz ihrem jahrelangen Engagement für ein Sexkaufverbot zu verdanken. Ihr Buch richte sich an Frauen mit und ohne Prostitutionserfahrung sowie an Menschen, die sich über Prostitution informieren wollen. Anlässlich der Buchveröffentlichung interviewte Katrin Blum Huschke Mau für das Zeit Magazin.

## Positionen
Huschke Mau setzt sich für ein Sexkaufverbot gemäß dem Nordischen Modell für Prostitution ein. Die Prostitution sei kein Beruf wie andere und verursache Posttraumatische Belastungsstörungen und Suchtprobleme bei den betroffenen Frauen. Menschenhandel und Zwangsprostitution sei üblich, die selbstbestimmte Prostitution ein Mythos. Deutschland sei europaweit ein Nummer-Eins-Ziel des Menschenhandels. Auch in legalen Bordellen gelte eine „Schuldknechtschaft“, da Prostituierte dort Mieten abarbeiten müssen. Prostitution sei frauenverachtend, immer gewaltvoll und darüber hinaus rassistisch und kolonialistisch. In einer Gesellschaft, in der Prostitution legal ist, steige das Gewaltpotenzial und weiteres problematisches Verhalten gegenüber Frauen. Sie kritisiert den Begriff „Sexarbeit“, der ihrer Meinung nach Prostitution verkläre. Das sei eine „Verkapitalisierung des Intimsten“.

## Aktivismus
Zusammen mit anderen Frauen aus prostitutionskritischen Gruppen betrieb sie das Blog Die Störenfriedas. Die Gruppe gab 2018 in einem gleichnamigen Sammelband mit dem Untertitel Feminismus radikal gedacht Texte aus ihrem Blog heraus. Mau gehörte 2015 zu den Gründungsmitgliedern des Vereins Sisters, mit dem sie das Prostituiertenschutzgesetz als zu lasch kritisierte. Das so genannte „Gütesiegel der Prostitutionsbranche“ des Bundesverbands sexuelle Dienstleistungen bezeichnete sie als einen „Orden, den sich die Bordelle selber anheften“. Sie gründete 2018 das Netzwerk Ella, das Frauen als Selbsthilfegruppe bei dem Ausstieg aus der Prostitution unterstützt und deren politische Interessen vertritt.
Im Mai 2020 kritisierte sie öffentlich den Komiker Oliver Pocher, nachdem er die Vergangenheit einer Influencerin in der Sexarbeit öffentlich gemacht hatte. Ihre Kritik an Pocher griff die Antilopen Gang in dem Disstrack Kleine miese Type auf.
2022 warnte Huschke Mau davor, Frauen aus der Ukraine könnten als Kriegsflüchtlinge in die Prostitution gedrängt werden. Im April 2022 verließ sie die NDR-Talkshow Deep und Deutlich, da sie sich nach eigenen Angaben von der Talkrunde, zu der unter anderem Sascha Lobo gehörte, und der Moderatorin Aminata Belli nicht ernst genommen und gekränkt fühlte.

## Rezeption
Für die Einführung eines Sexkaufverbots nach dem Nordischen Modell in Deutschland kämpfen verschiedene Organisationen und Bündnisse, in denen sich Gruppen, Politikerinnen und einzelne Aktivistinnen zusammenschlossen haben. Um ihr Anliegen zu vermitteln und zu belegen, werden Aussteigerinnen, die sich auch als „Überlebende der Prostitution“ selbst bezeichnen, herangezogen und fungieren als Expertinnen und Sprecherinnen. Seit Huschke Mau 2014 mit ihrem Offenen Brief „Ich habe die Schnauze voll von euch Prostitutionsbefürworterinnen“ öffentlich in Erscheinung trat, wurde sie laut einer diskursanalytischen Studie zur prominentesten und meist zitierten Aussteigerin in diesem Diskurs. Sie gelte seitdem als „Referenzgröße zur Darstellung von Prostitution als Zwang“ und unterstreiche so „die Grausamkeit der Prostitution“. Sie sei dabei von besonderer Bedeutung, weil sie eine Deutsche aus scheinbar normalen bürgerlichen Verhältnissen ist, die nach eigenen Worten freiwillig der Prostitution nachging und dennoch eine Fürsprecherin des Sexkaufverbots ist. Mau belege außerdem ein in diesem Diskurs wichtiges Argument, dass sexueller Missbrauch in der Kindheit und Jugend das Eintreten in die Prostitution erst ermögliche bzw. ursächlich begünstige.

## Veröffentlichungen
- Die linke Freude an der Prostitution. In: Sass, Katharina (Hrsg.): Mythos „Sexarbeit“. Argumente gegen Prostitution und Sexkauf. Köln (PapyRossa Verlag) 2017, ISBN 9783894386481, S. 150–160.
- Mit Sigel, Mira/Schon, Manuela/Panther, Ariane/Werner, Caroline (Hrsg.): Störenfriedas. Feminismus radikal gedacht, Norderstedt (BOD) 2018, ISBN 9783746018515.
- Legalisierung, Prostitutionsverbot, Nordisches Modell – wie gesetzgeberisch umgehen mit Prostitution? In: Feministisches Bündnis Heidelberg (Hrsg.): Was kostet eine Frau? Eine Kritik der Prostitution, Aschaffenburg Alibri Verlag 2020, ISBN 978-3-86569-317-4, S. 217–237.[29]
- Prostitution und Corona, In: Staničić, Sascha/Arnsburg, René (Hrsg.): Pandemische Zeiten. Corona, Kapitalismus, Krise und was wir dagegen tun können. Berlin (manifest Verlag) 2020, ISBN 9783961560912, S. 93–96.
- Der Freier. Warum Männer zu Prostituierten gehen und was sie über diese denken. In: Tippe, Sebastian (Hrsg.): Toxische Männlichkeit. Erkennen, reflektieren, verändern. Köln (edigo Verlag) 2021, ISBN 9783949104015, S. 270–285.
- 5 Fragen an Huschke Mau, Selbstorganisation der Prostitutionsüberlebenden. In: Schon, Manuela: Ausverkauft! Prostitution im Spiegel von Wissenschaft und Politik. Hamburg (tredition Verlag) 2021, ISBN 9783347276314, S. 154–164.
- Entmenschlicht: Warum wir Prostitution abschaffen müssen. Hamburg (Edel Books) 2022, ISBN 978-3-8419-0794-3.
- Vorwort zur deutschen Ausgabe von Häggström, Simon: Auf der Seite der Frauen. Als Ermittler im schwedischen Rotlichtmilieu. Neudorf (edition Wortschatz) 2025, ISBN 9783910955189.